# Robert Gould Shaw

Robert Gould Shaw

Robert Gould Shaw (* 10. Oktober 1837 in Boston, Massachusetts; † 18. Juli 1863 bei Fort Wagner, South Carolina) war ein Offizier der Unionsarmee im Amerikanischen Bürgerkrieg.

## Leben

### Kindheit und Jugend
Er war das zweite Kind und der einzige Sohn der reichen Abolitionistenfamilie von Francis George und Sarah Blake (Sturgis) Shaw. Schon in seiner frühesten Jugend kam Shaw durch die einflussreichen Kontakte seines Vaters mit dem Kreis um Ralph Waldo Emerson in Kontakt, den Transzendentalisten. Ebenso wurde er im Geiste des Christentums und des Abolitionismus erzogen. Der junge Shaw wurde von seinen Eltern nach Europa geschickt, um die dortige Kultur und die Sprachen kennenzulernen, unter anderem besuchte er ein Internat in der Schweiz, wo er Mathematik sowie verschiedene Sprachen erlernte und sich auf den Instrumenten Violine und Klavier übte.

### Militärische Karriere
Nach seiner Rückkehr aus Europa und dem Studium in Harvard meldete er sich 1860 freiwillig zur 7. New Yorker Nationalgarde, einem Regiment, dem nur Söhne aus reichen und einflussreichen Kreisen New Yorks angehörten, und erlebte in diesem Regiment den Ausbruch des Amerikanischen Bürgerkrieges. Am 10. Mai 1861 nahm Shaw das Angebot an, im 2. Massachusetts Infanterieregiment als 2nd Lieutenant zu dienen. In der Schlacht von Front Royal am 23. Mai 1862 erhielt er seine Feuertaufe. Am 9. August 1862 musste das Regiment während der Schlacht am Cedar Mountain große Verluste hinnehmen, am 17. September desselben Jahres, Shaw war nun Captain in seinem Regiment, erlitt es erneut hohe Verluste in der Schlacht am Antietam, wo er an vorderster Front stand.
Nach der Emanzipationserklärung Lincolns und der Schlacht am Antietam wurde die Forderung laut, Regimenter mit schwarzen Soldaten aufzustellen. Frederick Douglass setzte sich in Massachusetts bei Gouverneur John Albion Andrew dafür ein. Es wurde beschlossen, das 54. Infanterieregiment nur aus schwarzen Rekruten zu bilden. Shaw bekam das Angebot, dieses Regiment als dessen Colonel aufzustellen und zu kommandieren. Nach anfänglichem Zögern und Zweifeln nahm er das Angebot schließlich an. Nach der Ausbildung seines Regiments wurde es mit Shaw von Generalmajor David Hunter, dem Kommandeur des Wehrbereichs Süd, zu seinem Hauptquartier nach Hilton Head, South Carolina, beordert und dort zur 2nd South Carolina Infanterie überstellt, einem ebenfalls schwarzen Regiment unter Führung von Colonel James Montgomery. Zusammen mit Montgomery nahm Shaw an einer Expedition entlang der Küste Georgias teil. Im Verlauf dieser Expedition brannte Shaws Regiment die unverteidigte und fast menschenleere Stadt Darien auf Befehl Montgomerys nieder. Infolge dieses Vorfalls wurde Generalmajor Hunter durch General Quincy Adams Gillmore ersetzt und Shaw der Brigade von General George Crockett Strong zugeteilt, der auf Morris Island vor Charleston, South Carolina, sein Hauptquartier hatte. Strong hatte den Auftrag, einen Angriff auf Fort Wagner, ein Befestigungswerk der Konföderierten im Hafen von Charleston, durchzuführen.
Shaw erkannte die Gelegenheit, durch einen erfolgreichen Angriff mit seinem Regiment Ruhm und Anerkennung für die geschundenen und schlecht behandelten schwarzen Truppen zu ernten, und sagte zu, den Angriff anzuführen, was für sein Regiment enorme Verluste bedeutete. Am Abend des 18. Juli 1863 trat das Regiment zum Sturm auf Fort Wagner an. Kaum hatten die Soldaten den Schutz ihrer Deckung verlassen, wurden sie auch schon unter Beschuss genommen, erreichten aber die Erdwerke und konnten sogar hineingelangen. Shaw fiel beim Angriff auf eines der Erdwerke von Fort Wagner. Sein Regiment wurde schließlich zurückgedrängt, und der Angriff schlug fehl.

### Begräbnis
Shaws Leichnam wurde zusammen mit seinen Männern von den Konföderierten in einem Massengrab begraben.
Einem noch heute viel zitiertem Artikel zufolge, der 1864 im Macmillan’s Magazine erschien, sollen während eines Waffenstillstands Offiziere der Union um die Aushändigung des Leichnams von Shaw gebeten haben, worauf der konföderierte General Johnson Hagood geantwortet hätte: “We have buried him with his niggers.” (deutsch: „Wir haben ihn mit seinen Niggern begraben.“) Diese Worte riefen auf Seiten der Union Empörung hervor und wurden sogar in zahlreichen Gedichten verarbeitet.
Tatsächlich lässt sich diese Version der Geschichte nicht durch Zeugen belegen.
Vielmehr berichtet der Augenzeuge John T. Luck, ein Feldchirurg der Unions-Armee, der am Tag von Shaws Begräbnis in konföderierte Kriegsgefangenschaft geriet, Johnson Hagood hätte beim Anblick des gefallenen Shaw persönlich zu ihm, Luck, gesagt: “I knew Colonel Shaw before the war, and then esteemed him. Had he been in command of white troops, I should have given him an honorable burial. As it is, I shall bury him in the common trench, with the negroes that fell with him.” („Ich kannte Oberst Shaw vor dem Krieg und schätzte ihn damals sehr. Hätte er weiße Truppen kommandiert, schiene mir ein ehrenwertes Begräbnis für ihn angemessen. Doch wie die Dinge liegen, werde ich ihn in einem gewöhnlichen Graben begraben lassen zusammen mit den Negroes [bis in die 1960er Jahre kein abwertender Ausdruck], die mit ihm fielen.“)
1881 äußerte sich Johnson Hagood persönlich zu den Vorwürfen auf schriftliche Anfrage von Luis F. Emilio, der als Offizier in Shaws Regiment gedient und am Angriff auf Fort Wagner teilgenommen hatte. Er bestritt Lucks Aussage wie auch die Tatsache, dass Offiziere der Union überhaupt nach der Übergabe von Shaws Leichnam gefragt hätten. Zwar hätte es am 22. Juli während eines Waffenstillstands Verhandlungen gegeben, bei denen ein Austausch verwundeter Gefangener vereinbart worden wäre. Im Verlauf dieser Gespräche sei seitens der Union allerdings lediglich nach dem Leichnam von Colonel Putnam gefragt worden, der daraufhin auch übergeben worden sei.
Als Shaws Vater später durch die Union angeboten wurde, den Leichnam seines Sohnes zu suchen und umzubetten, antwortete er in einem Brief: “We hold that a soldier's most appropriate burial-place is on the field where he has fallen.” (deutsch: „Wir sind der Ansicht, dass die passendste Grabstätte für einen Soldaten das Feld ist, wo er gefallen ist.“)

## Rezeption
Das Schicksal des Regiments und Shaws wird in den Film Glory ausführlich dargestellt. Verkörpert wird er in diesem Film von Matthew Broderick.

### Trivia
Harriet Tubman diente während des Angriffs auf Fort Wagner in Shaws Regiment als Köchin. Es wird berichtet, dass sie Shaw seine letzte Mahlzeit gekocht und serviert habe.

## Ehrungen
- 1864 wurde von Edmonia Lewis eine Büste Shaws angefertigt.
- Das Robert Gould Shaw Memorial wurde in Boston 1897 eröffnet.
- Auf dem Moravian Cemetery in Staten Island New York steht ein Denkmal Shaws.
- Der Dichter Robert Lowell erwähnt Shaw in seinem Gedicht For the Union Dead.
- Der Dichter Paul Laurence Dunbar schrieb das Gedicht Robert Gould Shaw[6]
- Der Dichter Benjamin Griffith Brawley widmete Shaw das Gedicht My Hero[7]
- Nach ihm ist der Stadtteil Shaw, Washington, DC benannt. Hierbei handelt es sich um einen Stadtteil, der von befreiten Sklaven gegründet wurde.